# Saharanpur (distrikt)
Saharanpur är ett distrikt i norra Indien, beläget i den allra nordligaste delen av delstaten Uttar Pradesh. Det har gräns mot tre andra delstater, nämligen Haryana, Himachal Pradesh och Uttarakhand. Distriktet hade 2 896 863 invånare vid folkräkningen 2001 på en yta av 3 689,0 km², vilket gör en befolkningstäthet på 785,27 inv/km². Den administrativa huvudorten är staden Saharanpur. Distriktets urbaniseringsgrad låg på 25,81 procent år 2001. De dominerande religionerna är hinduism (59,49 %) och islam (39,11 %).

## Administrativ indelning
Distriktet är indelat i fyra kommunliknande enheter som kallas tehsils:
- Behat, Deoband, Nakur, Saharanpur

Dessa är i sin tur indelade i städer (towns) och byområden (villages). Städerna är vidare indelade i mindre administrativa enheter som kallas wards.

## Städer
Distriktets städer är huvudorten Saharanpur samt Ambetha, Behat, Chilkana, Deoband, Gangoh, Kailashpur, Nakur, Nanauta, Rampur Maniharan, Sarsawan och Titron.